# Charlotte Söderström
Siri Charlotte Sian Söderström, ogift Persson, född 1977, är en svensk affärskvinna och medarbetare i Hennes & Mauritz.
Charlotte Söderström växte upp i Djursholm som mellanbarnet till Stefan Persson och fotografen Pamela Persson, född Collet-Larson. Charlotte Söderström är syster till  Karl-Johan Persson samt Tom Persson och barnbarn till H&M-grundaren Erling Persson.
Charlotte Söderström driver Stuteri Arch tillsammans med sin mamma Pamela Persson samt arbetar deltid med sponsring inom H&M. Charlotte är även ägare till hästarna H&M Indiana och H&M All In som med ryttarna Malin Baryard-Johnsson och Peder Fredricson tog OS-guld i laghoppning i Tokyo 2021.
Charlotte är sedan 2006 gift med Martin Söderström som är en svensk investerare och affärsman.
Charlotte Söderström rankades som nummer 16 på lista över Sveriges miljardärer 2010.

## Erling-Perssons stiftelse
Charlotte Söderström är ledamot i Erling-Perssons stiftelse.